# Фриджерио, Эрколе
Эрколе Фриджерио (итал. Ercole Frigerio; 7 ноября 1907, Альбьяте — 18 мая 1952, Берн) — итальянский мотогонщик, трёхкратный вице-чемпион мира (1949, 1950, 1951) по шоссейно-кольцевым гонкам в классе мотоциклов с колясками, трёхкратный чемпион Италии 1948, 1949 и 1950 годов.

## Спортивная карьера
В возрасте 14 лет Эрколе Фриджерио поступил на работу учеником механика в компанию Gilera. В 1930-х годах он начал участвовать в соревнованиях по бездорожью, а в 1938 году переключился на шоссейные гонки .
После Второй мировой войны Фриджерио сосредоточился на мотоциклах с колясками, отдавая предпочтению мотоциклам Gilera. В 1948 году он впервые выиграл чемпионат Италии в классе мотоциклов с колясками на Gilera Saturno 600 с пассажиром Анжело Эрбой. В 1949 году он повторил этот успех с Лоренцо Добелли, а в 1950-м с Эцио Рикотти.
В 1949 году Фриджерио дебютировал в первом Чемпионате мира по шоссейно-кольцевым гонкам на мотоциклах. Фриджерио и Добелли выступали Gilera с четырёхцилиндровым двигателем. Они заняли второе место на Гран-при Швейцарии в Бремгартене и выиграли Гран-При Наций в Монце. В результате они заняли второе место в итоговом зачете после британцев Эрика Оливера и Дениса Дженкинсона.
Два следующих сезона борьба Фриджерио (уже с пассажиром Эцио Рикотти) и Эрика Оливера (чьим пассажиром стал, в свою очередь, Лоренцо Добелли) продолжалась, но заканчивалась неизменно: Оливер становился чемпионом мира, а Фриджерио — вице-чемпионом.
Открывающей гонкой сезона 1952 года стал Гран-при Швейцарии в Бремгартене. Фриджерио и Рикотти шли третьими и установили быстрейший круг гонки, но на последнем круге Фриджерио потерял контроль над мотоциклом в вылетел с трассы. Фриджерио погиб, а  Эцио Рикотти выжил в аварии, но потерял ногу. Авария произошла на подъезде ко второму повороту, известному как «Кривая Тенне» — в честь мотогонщика Омобоно Тенни, погибшего в этом же месте на тренировке перед Гран-При Швейцарии 1948 года. Особенность правого поворота, где погиб Фриджерио, заключалась в том, что это был ключевой поворот для улучшения времени круга, поскольку за ним следовала длинная прямая в гору. Участникам необходимо было как можно быстрее выходить из поворота с риском врезаться в деревья, обрамлявшие дорогу слева, чтобы набрать скорость на последующем подъёме.

## Жизнь вне гонок
Эрколе Фриджерио работал дилером мотоциклов Gilera в районе Тревильо (Бергамо, Италия). Он похоронен в Аркоре (Монца-э-Брианца, Италия), где он жил с женой и двумя сыновьями, Луиджи и Джанпьеро.

## Результаты выступлений в Чемпионате мира по шоссейно-кольцевым гонкам на мотоциклах с колясками
| Легенда к таблице |                                                 |
| --- | ----------------------------------------------- |
| В таблице перечислены результаты всех этапов чемпионата мира, в которых принимал участие гонщик либо пассажир. Строками таблицы являются сезоны, столбцами все гонки этапов чемпионата мира, напарник и мотоцикл. В клетках указаны сокращённое название этапа и результат, клетка дополнительно обозначена цветом. Расшифровка обозначений и цветов представлена в нижеследующей таблице. |                                                 |
| \| Пример \| Описание \| \| ------------ \| ----------------------------------------------- \| \| 1 \| Победитель \| \| 2 \| Второе место \| \| 3 \| Третье место \| \| \| Финишировал в очковой зоне \| \| \| Финишировал вне очковой зоны \| \| НКЛ \| Не классифицирован \| \| Сход \| Не финишировал \| \| НКВ \| Не прошёл квалификацию \| \| НПКВ \| Не прошёл предварительную квалификацию \| \| ДСК \| Дисквалифицирован \| \| ИСК \| Исключён из протокола соревнований \| \| НС \| Не стартовал в гонке \| \| Т \| Травмирован или болен \| \| ОТК \| Отказ от участия \| \| НТР \| Прибыл на соревнования, но на трассу не выезжал \| \| НПР \| Не прибыл к началу соревнований \| \| НД \| Недопущен до старта \| \| О \| Гонка отменена \| \| НУ \| Не участвовал \| \| Поул-позиция \| \| \| Быстрый круг \| \| |                                                 |
| Пример | Описание                                        |
| 1 | Победитель                                      |
| 2 | Второе место                                    |
| 3 | Третье место                                    |
| | Финишировал в очковой зоне                      |
| | Финишировал вне очковой зоны                    |
| НКЛ | Не классифицирован                              |
| Сход | Не финишировал                                  |
| НКВ | Не прошёл квалификацию                          |
| НПКВ | Не прошёл предварительную квалификацию          |
| ДСК | Дисквалифицирован                               |
| ИСК | Исключён из протокола соревнований              |
| НС | Не стартовал в гонке                            |
| Т | Травмирован или болен                           |
| ОТК | Отказ от участия                                |
| НТР | Прибыл на соревнования, но на трассу не выезжал |
| НПР | Не прибыл к началу соревнований                 |
| НД | Недопущен до старта                             |
| О | Гонка отменена                                  |
| НУ | Не участвовал                                   |
| Поул-позиция |                                                 |
| Быстрый круг |                                                 |

| Год  | Пассажир        | Мотоцикл | 1        | 2     | 3     | 4     | 5   | Место | Очки |
| ---- | --------------- | -------- | -------- | ----- | ----- | ----- | --- | ----- | ---- |
| 1949 | Лоренцо Добелли | Gilera   | SUI 2    | BEL   | NAT 1 |       |     | 2     | 18   |
| 1950 | Эцио Рикотти    | Gilera   | BEL 2    | SUI 2 | ITA 2 |       |     | 2     | 18   |
| 1951 | Эцио Рикотти    | Gilera   | ESP 2    | SUI 1 | BEL 2 | FRA 2 | NAT | 2     | 26   |
| 1952 | Эцио Рикотти    | Gilera   | SUI Сход | BEL   | GER   | NAT   | ESP | -     | 0    |